# 3人のゴースト
『3人のゴースト』（さんにんのゴースト、Scrooged）は、1988年のアメリカ合衆国のクリスマス・ファンタジー映画。監督はリチャード・ドナー、出演はビル・マーレイとカレン・アレンなど。
チャールズ・ディケンズの小説『クリスマス・キャロル』の設定（原題はディケンズ小説の主人公名を動詞化）を現代風にアレンジし、ニューヨークに舞台を置き換えて映画化した作品。傲慢で思いやりを持たない冷血な拝金主義者のフランクが、ゴーストと共に過去・現在・未来をタイムスリップし、自己を見つめ直す。

## ストーリー
世界最大のネットワークを誇るテレビ局IBCの社長に史上最年少で就任したフランク・クロス（ビル・マーレイ）。メディアではそんな彼の功績が評価される一方、局内ではその冷血ぶりが恐れられていた。その日のクリスマス特番に関する会議でも、フランクは自分の企画したとんでもないCMに意見した社員（ボブキャット・ゴールドスウェイト）を簡単にクビにしてしまう。クリスマスが迫ったある夜、そんなフランクのもとに、ゴルフ中に心臓発作で急死した前社長ルー（ジョン・フォーサイス）の亡霊が現れる。前社長の亡霊は、“視聴率の鬼”ぶりを発揮するフランクに、自分の二の舞にならないよう忠告をする。そしてそんな話を聞き流そうとするフランクに、これから3人の亡霊がフランクの元へ現れることを告げる。
次の日、夢か現実か動揺しているフランクに、かつての恋人であるクレア（カレン・アレン）との再会のチャンスが訪れる。すっかり仕事人間と化してしまったフランクとは違い、クレアはボランティアとしてホームレスをサポートする仕事についていた。優しさと思いやりは変わっていないことに、フランクは安心しながらも、何とか今の自分を受け入れてもらおうとするのだが、クレアはそんなフランクを哀れみの眼差しで見つめた。そして、そんなフランクの元へ過去の亡霊が現れる。

## キャスト
| 役名                       | 俳優                                                             | 日本語吹替                                                                       |
| 役名                       | 俳優                                                             | フジテレビ版                                                                     |
| -------------------------- | ---------------------------------------------------------------- | -------------------------------------------------------------------------------- |
| フランク・クロス           | ビル・マーレイ                                                   | 江原正士                                                                         |
| クレア・フィリップス       | カレン・アレン                                                   | 勝生真沙子                                                                       |
| ルー・ヘイワード           | ジョン・フォーサイス                                             | 大木民夫                                                                         |
| プレストン会長             | ロバート・ミッチャム                                             | 小林修                                                                           |
| グレイス・クーリー         | アルフレ・ウッダード                                             | 鈴木弘子                                                                         |
| ブライス・カミングス       | ジョン・グローヴァー                                             | 千田光男                                                                         |
| エリオット・ラダーミルク   | ボブキャット・ゴールドスウェイト                                 | 富山敬                                                                           |
| ジェームズ・クロス         | ジョン・マーレイ                                                 | 小野健一                                                                         |
| 過去のゴースト             | デイヴィッド・ヨハンセン                                         | 麦人                                                                             |
| 現在のゴースト             | キャロル・ケイン                                                 | 安達忍                                                                           |
| ベル                       | サチ・パーカー                                                   | 滝沢久美子                                                                       |
| フランクの父               | ブライアン・ドイル＝マーレイ                                     | 稲葉実                                                                           |
| ジェイコブ・マーリー       | ジェイミー・ファー                                               | 村松康雄                                                                         |
| スティーヴン・クーリー     | デイモン・ハインズ                                               | 石田彰                                                                           |
| レイネル・クーリー         | レイナ・キング                                                   | 松本梨香                                                                         |
| 祖母                       | メイベル・キング                                                 | 片岡富枝                                                                         |
| ハーマン                   | マイケル・J・ポラード                                            | 山下啓介                                                                         |
| ホームレス                 | アン・ラムジー                                                   | 片岡富枝                                                                         |
| ホームレス                 | ローガン・ラムジー                                               |                                                                                  |
| CMのナレーション           | ドン・ラフォンティーヌ                                           |                                                                                  |
| タイニー・ティム           | メアリー・ルー・レットン                                         |                                                                                  |
| IBC局の看護婦              | キャシー・キニー                                                 |                                                                                  |
| 劇中のスクルージ           | バディ・ハケット                                                 | 茶風林                                                                           |
| 劇中のゴースト             | パット・マコーミック                                             |                                                                                  |
| モニタールームの局員       | エイミー・ヒル                                                   |                                                                                  |
| ジョン・ハウスマン         | ジョン・ハウスマン                                               | 塚田正昭                                                                         |
| ロバート・グーレ           |                                                                  |                                                                                  |
| リー・メジャース           | リー・メジャース                                                 | 有本欽隆                                                                         |
| ヤンツ                     | トニー・ステッドマン                                             | 石森達幸                                                                         |
| 少年時代のフランク         | ライアン・ゴールドスタイン                                       | 大谷育江                                                                         |
| 検閲係                     | ケイト・マクレガー＝スチュワート                                 | 竹口安芸子                                                                       |
| ヘイゼル                   | デロリス・ホール                                                 | さとうあい                                                                       |
| 郵便局員役の出演者         | ロイ・ブロックスミス                                             |                                                                                  |
| ストリート・ミュージシャン | マイルズ・デイヴィス ラリー・カールトン デイヴィッド・サンボーン |                                                                                  |
| 役不明又はその他           | N/A                                                              | 田原アルノ 伊井篤史 秋元羊介 古田信幸 安永沙都子 稀代桜子 紗ゆり 小形満 万代裕人 |
| 日本語版スタッフ           |                                                                  |                                                                                  |
| 演出                       | 演出                                                             | 伊達康将                                                                         |
| 翻訳                       | 翻訳                                                             | 平田勝茂                                                                         |
| 調整                       | 調整                                                             | 金谷和美                                                                         |
| 効果                       | 効果                                                             | リレーション                                                                     |
| 録音                       | 録音                                                             | スタジオ・ユニ                                                                   |
| 制作                       | 制作                                                             | 東北新社                                                                         |
| 初回放送                   | 初回放送                                                         | 1991年12月21日 『ゴールデン洋画劇場』                                            |

## スタッフ
- 監督：リチャード・ドナー
- 製作：リチャード・ドナー、アート・リンソン
- 製作総指揮：スティーブ・ロス
- 音楽：ダニー・エルフマン
- 撮影：マイケル・チャップマン
- 美術：J・マイケル・リヴァ
- 編集：フレドリック・スタインカンプ、ウィリアム・スタインカンプ
- 特殊メイク：トーマス・R・バーマン

## 作品の評価
Rotten Tomatoesによれば、批評家の一致した見解は「『3人のゴースト』はビル・マーレイとちょっとしたホリデー気分で何とか乗り切っているが、著しく矛盾したトーンと意地悪な気分の暗流が妨げになっている。」であり、49件の評論のうち高評価は69%にあたる34件で、平均点は10点満点中6.1点となっている。
Metacriticによれば、14件の評論のうち、高評価は3件、賛否混在は3件、低評価は8件で、平均点は100点満点中38点となっている。